# Olympische Sommerspiele 1992/Leichtathletik – Zehnkampf (Männer)

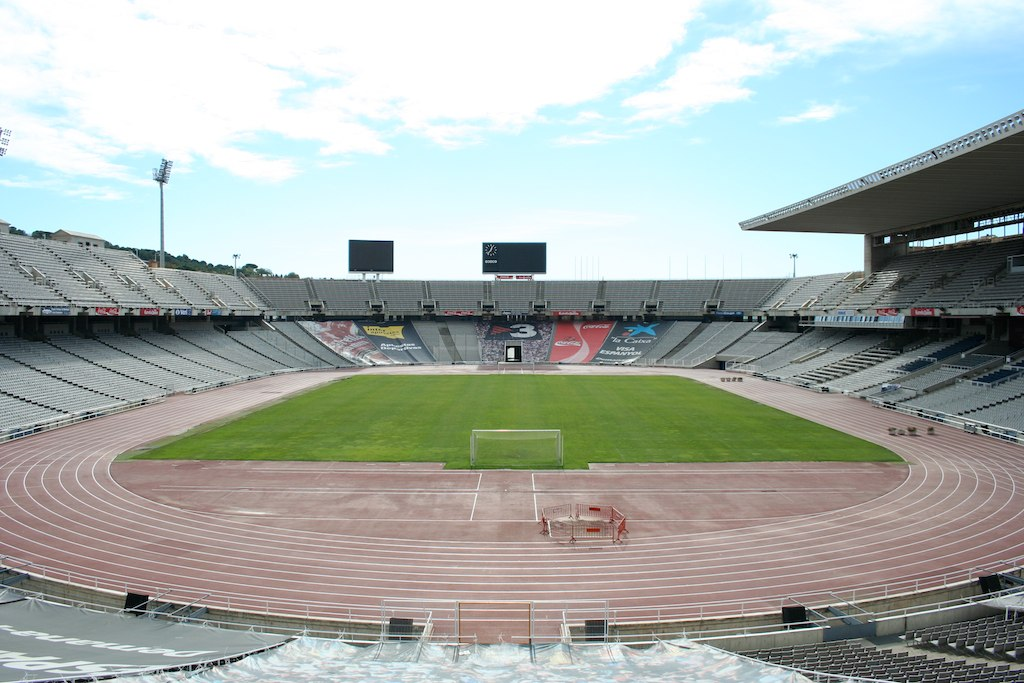
Das Olympiastadion von Barcelona im Jahr 2008

Der  Zehnkampf der Männer bei den Olympischen Spielen 1992 in Barcelona wurde am 5. und 6. August 1992 im Olympiastadion Barcelona ausgetragen. 36 Athleten nahmen teil.
Olympiasieger wurde der Tschechoslowake Robert Změlík. Er gewann vor dem Spanier Antonio Peñalver und dem US-Amerikaner Dave Johnson.
Für Deutschland gingen Thorsten Dauth, Paul Meier und Frank Müller an den Start. Meier beendete den Zehnkampf auf Rang sechs, Müller auf Rang dreizehn und Dauth auf Rang siebzehn.

Gernot Kellermayr repräsentierte Österreich. Er wurde Elfter.

Der Schweizer Beat Gähwiler beendete den Wettkampf auf Platz 21.

Athleten aus Liechtenstein nahmen nicht teil.

## Aktuelle Titelträger
| Olympiasieger 1988                      | Christian Schenk ( DDR)                   | 8488 Punkte                               | Seoul 1988                                |
| Weltmeister 1991                        | Dan O’Brien ( USA)                        | 8812 Punkte                               | Tokio 1991                                |
| Europameister 1990                      | Christian Plaziat ( Frankreich)           | 8574 Punkte                               | Split 1990                                |
| Panamerikanischer Meister 1991          | Pedro da Silva ( Brasilien)               | 7762 Punkte                               | Havanna 1991                              |
| Zentralamerika und Karibik-Meister 1991 | Armando Quintanilla ( Mexiko)             | 8488 Punkte                               | Xalapa 1991                               |
| Südamerika-Meister 1991                 | Valdenor dos Santos ( Brasilien)          | 8488 Punkte                               | Manaus 1991                               |
| Asienmeister 1991                       | Mohamed Suleiman ( Katar)                 | 8488 Punkte                               | Kuala Lumpur 1991                         |
| Afrikameister 1992                      | Mourad Mahour Bacha ( Algerien)           | 7467 Punkte                               | Belle Vue Maurel 1992                     |
| Ozeanienmeister                         | Zehnkampf nicht im Meisterschaftsprogramm | Zehnkampf nicht im Meisterschaftsprogramm | Zehnkampf nicht im Meisterschaftsprogramm |

## Bestehende Rekorde
| Weltrekord         | 8798 Punkte (8832) | Jürgen Hingsen ( BR Deutschland) | Mannheim, Deutschland | 9. Juni 1984   |
| Weltrekord         | 8798 Punkte (8846) | Daley Thompson ( Großbritannien) | OS Los Angeles, USA   | 9. August 1984 |
| Olympischer Rekord | 8798 Punkte (8846) | Daley Thompson ( Großbritannien) | OS Los Angeles, USA   | 9. August 1984 |

Der bestehende olympische Rekord, gleichzeitig Weltrekord, wurde bei diesen Spielen nicht erreicht. Mit seinen 8611 Punkten lag Olympiasieger Robert Změlík um 235 Punkte unter diesem Wert.
Anmerkung:

Die genannten Punktzahlen ergeben sich aus dem heute nicht mehr gültigen Wertungssystem von 1977. In Klammern sind jeweils die Punktzahlen angegeben, die bei Anwendung der heute gültigen Wertungstabelle von 1985 zustande kämen. Danach wäre Daley Thompson alleiniger Weltrekordhalter.

## Durchführung des Wettbewerbs
Der Zehnkampf wurde nach denselben Regeln wie heute durchgeführt. Die zehn Disziplinen fanden auf zwei Tage verteilt statt. Gewertet wurde nach der auch heute gültigen Punktetabelle von 1985.

## Teilnehmer
36 Athleten aus 24 Ländern nahmen an dem olympischen Wettkampf teil:
| Name                 | Nation                       |
| -------------------- | ---------------------------- |
| Ibrahim Al-Matrooshi | Vereinigte Arabische Emirate |
| Francisco Benet      | Spanien                      |
| David Bigham         | Großbritannien               |
| Alain Blondel        | Frankreich                   |
| Álvaro Burrell       | Spanien                      |
| Thorsten Dauth       | Deutschland                  |
| Sten Ekberg          | Schweden                     |
| Beat Gähwiler        | Schweiz                      |
| Ramil Gʻaniyev       | EUN                          |
| Eduard Hämäläinen    | EUN                          |
| Dave Johnson         | USA                          |
| Alper Kasapoğlu      | Türkei                       |
| Gernot Kellermayr    | Österreich                   |
| Petri Keskitalo      | Finnland                     |
| Aric Long            | USA                          |
| Jorge Maradiaga      | Honduras                     |
| Paul Meier           | Deutschland                  |
| Albert Miller        | Fidschi                      |
| Eric Momberger       | Papua-Neuguinea              |
| William Motti        | Frankreich                   |
| Frank Müller         | Deutschland                  |
| Sándor Munkácsy      | Ungarn                       |
| Robert Muzzio        | USA                          |
| Andrei Nazarov       | Estland                      |
| Erki Nool            | Estland                      |
| Carlos O’Connell     | Irland                       |
| Antonio Peñalver     | Spanien                      |
| Christian Plaziat    | Frankreich                   |
| Simon Poelman        | Neuseeland                   |
| Wiktor Radtschenko   | EUN                          |
| Pedro da Silva       | Brasilien                    |
| Dean Smith           | Australien                   |
| Mike Smith           | Kanada                       |
| Dezső Szabó          | Ungarn                       |
| Homelo Vi            | Tonga                        |
| Robert de Wit        | Niederlande                  |
| Robert Změlík        | Tschechoslowakei             |

## Disziplinen
Anmerkung:
Im Kugelstoßen, Diskus- und Speerwurf sowie im Weitsprung sind die Bestweiten fett gedruckt. Im Hoch- und Stabhochsprung sind die jeweils letzten gültigen und damit besten Versuche fett gedruckt.

### 100-Meter-Lauf
Die Disziplin wurde in vier Läufen durchgeführt.
| Klassement \| Platz \| Name \| Zeit \| Punkte \| \| ----- \| ------------ \| ------- \| ------ \| \| 01 \| Kellermayr \| 10,49 s \| 977 \| \| 02 \| Plaziat \| 10,70 s \| 929 \| \| 03 \| Meier \| 10,75 s \| 917 \| \| 04 \| Změlík \| 10,78 s \| 910 \| \| 05 \| Dauth \| 10,80 s \| 906 \| \| 06 \| Burrell \| 10,95 s \| 872 \| \| 06 \| Müller \| 10,95 s \| 872 \| \| 08 \| Gʻaniyev \| 10,97 s \| 867 \| \| 08 \| D. Smith \| 10,97 s \| 867 \| \| 10 \| M. Smith \| 11,02 s \| 856 \| \| 11 \| Nazarov \| 11,03 s \| 854 \| \| 12 \| Nool \| 11,08 s \| 843 \| \| 13 \| Peñalver \| 11,09 s \| 841 \| \| 13 \| Szabó \| 11,09 s \| 841 \| \| 13 \| de Wit \| 11,09 s \| 841 \| \| 16 \| Hämäläinen \| 11,10 s \| 838 \| \| 17 \| Ekberg \| 11,11 s \| 836 \| \| 18 \| Munkácsy \| 11,13 s \| 832 \| \| 19 \| Bigham \| 11,14 s \| 830 \| \| 19 \| Vi \| 11,14 s \| 830 \| \| 21 \| Johnson \| 11,16 s \| 825 \| \| 22 \| da Silva \| 11,21 s \| 814 \| \| 23 \| Keskitalo \| 11,24 s \| 808 \| \| 24 \| Long \| 11,26 s \| 806 \| \| 25 \| Radtschenko \| 11,30 s \| 795 \| \| 26 \| Blondel \| 11,31 s \| 793 \| \| 27 \| Muzzio \| 11,36 s \| 782 \| \| 28 \| Kasapoğlu \| 11,40 s \| 774 \| \| 28 \| Miller \| 11,40 s \| 774 \| \| 30 \| Benet \| 11,41 s \| 771 \| \| 31 \| Motti \| 11,42 s \| 769 \| \| 32 \| Momberger \| 11,55 s \| 742 \| \| 33 \| Gähwiler \| 11,56 s \| 740 \| \| 34 \| Al-Matrooshi \| 11,63 s \| 725 \| \| 35 \| Maradiaga \| 11,75 s \| 701 \| \| 36 \| Poelman \| 12,22 s \| 608 \| |              |         |        |
| Platz | Name         | Zeit    | Punkte |
| 01 | Kellermayr   | 10,49 s | 977    |
| 02 | Plaziat      | 10,70 s | 929    |
| 03 | Meier        | 10,75 s | 917    |
| 04 | Změlík       | 10,78 s | 910    |
| 05 | Dauth        | 10,80 s | 906    |
| 06 | Burrell      | 10,95 s | 872    |
| 06 | Müller       | 10,95 s | 872    |
| 08 | Gʻaniyev     | 10,97 s | 867    |
| 08 | D. Smith     | 10,97 s | 867    |
| 10 | M. Smith     | 11,02 s | 856    |
| 11 | Nazarov      | 11,03 s | 854    |
| 12 | Nool         | 11,08 s | 843    |
| 13 | Peñalver     | 11,09 s | 841    |
| 13 | Szabó        | 11,09 s | 841    |
| 13 | de Wit       | 11,09 s | 841    |
| 16 | Hämäläinen   | 11,10 s | 838    |
| 17 | Ekberg       | 11,11 s | 836    |
| 18 | Munkácsy     | 11,13 s | 832    |
| 19 | Bigham       | 11,14 s | 830    |
| 19 | Vi           | 11,14 s | 830    |
| 21 | Johnson      | 11,16 s | 825    |
| 22 | da Silva     | 11,21 s | 814    |
| 23 | Keskitalo    | 11,24 s | 808    |
| 24 | Long         | 11,26 s | 806    |
| 25 | Radtschenko  | 11,30 s | 795    |
| 26 | Blondel      | 11,31 s | 793    |
| 27 | Muzzio       | 11,36 s | 782    |
| 28 | Kasapoğlu    | 11,40 s | 774    |
| 28 | Miller       | 11,40 s | 774    |
| 30 | Benet        | 11,41 s | 771    |
| 31 | Motti        | 11,42 s | 769    |
| 32 | Momberger    | 11,55 s | 742    |
| 33 | Gähwiler     | 11,56 s | 740    |
| 34 | Al-Matrooshi | 11,63 s | 725    |
| 35 | Maradiaga    | 11,75 s | 701    |
| 36 | Poelman      | 12,22 s | 608    |

### Weitsprung
Der Wettkampf wurde in zwei Gruppen durchgeführt.
| Platz | Name         | 1. Versuch | 2. Versuch | 3. Versuch | Punkte |
| ----- | ------------ | ---------- | ---------- | ---------- | ------ |
| 01    | Změlík       | 7,66 m     | 7,87 m     | x          | 1027   |
| 02    | Nool         | x          | 7,32 m     | 7,79 m     | 1007   |
| 03    | Burrell      | 7,56 m     | 7,30 m     | 7,32 m     | 950    |
| 04    | Meier        | 7,54 m     | x          | 5,31 m     | 945    |
| 04    | Peñalver     | 7,15 m     | 7,54 m     | x          | 945    |
| 06    | Kellermayr   | x          | x          | 7,53 m     | 942    |
| 07    | Gʻaniyev     | x          | 7,21 m     | 7,49 m     | 932    |
| 08    | D. Smith     | x          | 7,43 m     | 7,29 m     | 918    |
| 09    | Szabó        | x          | 7,42 m     | 7,37 m     | 915    |
| 10    | Johnson      | x          | 7,33 m     | 5,66 m     | 893    |
| 10    | Keskitalo    | x          | x          | 7,33 m     | 893    |
| 10    | Radtschenko  | 7,33 m     | 7,05 m     | 7,32 m     | 893    |
| 13    | Blondel      | 7,15 m     | x          | 7,31 m     | 888    |
| 14    | Dauth        | 7,22 m     | 7,04 m     | 7,30 m     | 886    |
| 15    | Munkácsy     | 7,28 m     | 7,11 m     | x          | 881    |
| 16    | Bigham       | x          | 7,22 m     | 7,26 m     | 876    |
| 17    | Müller       | 6,93 m     | 7,25 m     | 7,20 m     | 874    |
| 18    | Long         | x          | 7,00 m     | 7,21 m     | 864    |
| 18    | Plaziat      | x          | 7,19 m     | 7,21 m     | 864    |
| 20    | Hämäläinen   | x          | 7,14 m     | 7,15 m     | 850    |
| 20    | Kasapoğlu    | 7,15 m     | x          | x          | 850    |
| 22    | Motti        | 7,13 m     | 6,88 m     | x          | 845    |
| 22    | Nazarov      | 6,87 m     | x          | 7,13 m     | 845    |
| 24    | Gähwiler     | x          | 6,93 m     | 7,07 m     | 830    |
| 25    | Ekberg       | 6,95 m     | 6,99 m     | 7,02 m     | 818    |
| 25    | de Wit       | 6,87 m     | 7,02 m     | 6,75 m     | 818    |
| 27    | da Silva     | x          | 7,00 m     | x          | 814    |
| 28    | Benet        | 6,82 m     | 6,77 m     | 6,94 m     | 799    |
| 28    | Muzzio       | 6,74 m     | 6,94 m     | 6,75 m     | 799    |
| 30    | Vi           | 6,72 m     | 6,84 m     | 6,91 m     | 792    |
| 31    | M. Smith     | x          | 6,75 m     | 6,83 m     | 774    |
| 32    | Miller       | x          | 6,31 m     | 6,50 m     | 697    |
| 33    | Al-Matrooshi | 6,06 m     | 6,07 m     | 6,37 m     | 668    |
| 34    | Momberger    | 6,33 m     | 6,17 m     | 6,27 m     | 6,59   |
| 35    | Maradiaga    | 5,93 m     | 6,18 m     | 5,95 m     | 626    |
| NM    | Poelman      | –          | x          | –          | 000    |

| Platz | Name         | Punkte |
| ----- | ------------ | ------ |
| 01    | Změlík       | 1937   |
| 02    | Kellermayr   | 1919   |
| 03    | Meier        | 1862   |
| 04    | Nool         | 1850   |
| 05    | Burrell      | 1822   |
| 06    | Gʻaniyev     | 1799   |
| 07    | Plaziat      | 1793   |
| 08    | Dauth        | 1792   |
| 09    | Peñalver     | 1786   |
| 10    | D. Smith     | 1785   |
| 11    | Szabó        | 1756   |
| 12    | Müller       | 1746   |
| 13    | Johnson      | 1718   |
| 14    | Munkácsy     | 1713   |
| 15    | Bigham       | 1706   |
| 16    | Keskitalo    | 1701   |
| 17    | Nazarov      | 1699   |
| 18    | Hämäläinen   | 1688   |
| 18    | Radtschenko  | 1688   |
| 20    | Blondel      | 1681   |
| 21    | Long         | 1670   |
| 22    | de Wit       | 1659   |
| 23    | Ekberg       | 1654   |
| 24    | M. Smith     | 1630   |
| 25    | da Silva     | 1628   |
| 26    | Kasapoğlu    | 1624   |
| 27    | Vi           | 1622   |
| 28    | Motti        | 1614   |
| 29    | Muzzio       | 1581   |
| 30    | Benet        | 1570   |
| 30    | Gähwiler     | 1570   |
| 32    | Miller       | 1471   |
| 33    | Momberger    | 1401   |
| 34    | Al-Matrooshi | 1393   |
| 35    | Maradiaga    | 1327   |
| 36    | Poelman      | 608    |

### Kugelstoßen
Die Disziplin wurde in zwei Gruppen durchgeführt.
Der Neuseeländer Simon Poelman trat zu dieser dritten Disziplin nicht an.
Mit 16,50 m erzielte Antonio Peñalver die bislang größte Weite im Kugelstoßen im Rahmen eines olympischen Zehnkampfes
| Platz | Name         | 1. Versuch | 2. Versuch | 3. Versuch | Punkte |
| ----- | ------------ | ---------- | ---------- | ---------- | ------ |
| 01    | Peñalver     | 16,26 m    | 16,38 m    | 16,50 m    | 882    |
| 02    | Muzzio       | 16,02 m    | 15,77 m    | 15,51 m    | 852    |
| 03    | de Wit       | 13,51 m    | 14,78 m    | 15,48 m    | 819    |
| 04    | Motti        | 15,44 m    | 14,85 m    | x          | 817    |
| 05    | Keskitalo    | 14,94 m    | x          | 15,41 m    | 815    |
| 06    | Meier        | 14,77 m    | 15,34 m    | 14,85 m    | 811    |
| 07    | Dauth        | 15,29 m    | x          | 14,80 m    | 808    |
| 08    | Johnson      | x          | x          | 15,28 m    | 807    |
| 09    | Radtschenko  | 14,89 m    | x          | 15,21 m    | 803    |
| 10    | M. Smith     | 14,56 m    | x          | 15,03 m    | 792    |
| 11    | Plaziat      | 14,88 m    | 14,67 m    | x          | 782    |
| 12    | Hämäläinen   | 14,05 m    | 14,78 m    | 14,78 m    | 776    |
| 13    | da Silva     | 14,14 m    | x          | 14,71 m    | 772    |
| 14    | Kellermayr   | x          | 14,56 m    | x          | 763    |
| 15    | Změlík       | 13,22 m    | 14,29 m    | 14,53 m    | 761    |
| 16    | Burrell      | 14,41 m    | x          | x          | 753    |
| 17    | Gʻaniyev     | x          | 14,35 m    | x          | 753    |
| 18    | Ekberg       | 14,03 m    | 14,32 m    | x          | 748    |
| 19    | Long         | x          | x          | 14,00 m    | 728    |
| 20    | Szabó        | 13,73 m    | x          | x          | 712    |
| 21    | D. Smith     | 13,67 m    | 12,51 m    | 13,64 m    | 708    |
| 22    | Momberger    | 13,41 m    | 13,07 m    | 13,57 m    | 702    |
| 23    | Blondel      | x          | 13,56 m    | 13,30 m    | 701    |
| 24    | Müller       | 13,55 m    | x          | 13,40 m    | 701    |
| 25    | Kasapoğlu    | 13,12 m    | 13,40 m    | 13,08 m    | 692    |
| 26    | Miller       | 12,81 m    | 13,07 m    | 13,21 m    | 680    |
| 27    | Nazarov      | x          | 12,89 m    | 13,11 m    | 674    |
| 28    | Benet        | 12,80 m    | 12,99 m    | x          | 667    |
| 29    | Gähwiler     | 12,92 m    | x          | 12,52 m    | 662    |
| 30    | Bigham       | x          | 12,07 m    | 12,56 m    | 640    |
| 30    | Munkácsy     | 12,56 m    | 12,37 m    | 12,55 m    | 640    |
| 32    | Nool         | 11,73 m    | 12,14 m    | 11,88 m    | 615    |
| 33    | Vi           | 11,55 m    | 11,36 m    | 11,97 m    | 605    |
| 34    | Maradiaga    | 9,54 m     | x          | x          | 458    |
| 35    | Al-Matrooshi | 7,86 m     | 7,53 m     | 8,62 m     | 403    |

| Platz | Name         | Punkte |
| ----- | ------------ | ------ |
| 01    | Změlík       | 2698   |
| 02    | Kellermayr   | 2682   |
| 03    | Meier        | 2673   |
| 04    | Peñalver     | 2668   |
| 05    | Dauth        | 2600   |
| 06    | Burrell      | 2575   |
| 06    | Plaziat      | 2575   |
| 08    | Gʻaniyev     | 2549   |
| 09    | Johnson      | 2525   |
| 10    | Keskitalo    | 2516   |
| 11    | D. Smith     | 2493   |
| 12    | Radtschenko  | 2491   |
| 13    | de Wit       | 2478   |
| 14    | Szabó        | 2468   |
| 15    | Nool         | 2465   |
| 16    | Hämäläinen   | 2464   |
| 17    | Müller       | 2447   |
| 18    | Muzzio       | 2433   |
| 19    | Motti        | 2431   |
| 20    | M. Smith     | 2422   |
| 21    | Ekberg       | 2402   |
| 22    | da Silva     | 2400   |
| 23    | Long         | 2398   |
| 24    | Blondel      | 2382   |
| 25    | Nazarov      | 2373   |
| 26    | Munkácsy     | 2353   |
| 27    | Bigham       | 2346   |
| 28    | Kasapoğlu    | 2316   |
| 29    | Benet        | 2237   |
| 30    | Gähwiler     | 2232   |
| 31    | Vi           | 2227   |
| 32    | Miller       | 2151   |
| 33    | Momberger    | 2103   |
| 34    | Al-Matrooshi | 1796   |
| 35    | Maradiaga    | 1785   |

### Hochsprung
Die Disziplin wurde in zwei Gruppen durchgeführt.
| Platz | Name         | 1,70 m 1,97 m | 1,73 m 2,00 m | 1,76 m 2,03 m | 1,79 m 2,06 m | 1,82 m 2,09 m | 1,85 m 2,12 m | 1,88 m 2,15 m | 1,91 m 2,18 m | 1,94 m 2,21 m | Höhe  | Punkte |
| ----- | ------------ | ------------- | ------------- | ------------- | ------------- | ------------- | ------------- | ------------- | ------------- | ------------- | ----- | ------ |
| 01    | Long         | –             | – o           | – xo          | – o           | – o           | – xo          | – xxo         | – xxo         | – xxx         | 2,18  | 973    |
| 02    | Meier        | –             | – o           | – o           | – o           | – xxo         | – xo          | – xxo         | – xxx         | o –           | 2,15  | 944    |
| 03    | Gʻaniyev     | –             | – o           | – xo          | – o           | – xxo         | – xxo         | – xxx         | –             | o –           | 2,12  | 915    |
| 03    | Motti        | –             | – o           | –             | – o           | – xo          | – o           | – xxx         | –             | o –           | 2,12  | 915    |
| 05    | Nazarov      | – o           | –             | – xo          | – xo          | – xxo         | – xxx         | –             | –             | –             | 2,09  | 887    |
| 06    | Peñalver     | –             | – o           | –             | – o           | – xxx         | –             | –             | –             | o –           | 2,06  | 859    |
| 06    | da Silva     | – xo          | – xo          | –             | – xxo         | – xxx         | –             | –             | xo –          | –             | 2,06  | 859    |
| 06    | Změlík       | – o           | – o           | – xo          | – xxo         | – xxx         | –             | –             | –             | –             | 2,06  | 859    |
| 09    | Blondel      | – o           | – o           | – xxo         | – xxx         | –             | o –           | –             | o –           | o –           | 2,03  | 831    |
| 09    | Burrell      | – o           | – xo          | – o           | – xxx         | –             | o –           | –             | –             | o –           | 2,03  | 831    |
| 09    | Ekberg       | – o           | –             | – xo          | – xxx         | –             | –             | –             | –             | –             | 2,03  | 831    |
| 12    | Hämäläinen   | –             | – xo          | –             | –             | – xxx         | –             | –             | –             | –             | 2,00  | 803    |
| 12    | Johnson      | – xo          | – xxo         | – xxx         | –             | –             | –             | –             | o –           | o –           | 2,00  | 803    |
| 12    | Muzzio       | – o           | – o           | – xxx         | –             | –             | o –           | –             | o –           | o –           | 2,00  | 803    |
| 12    | M. Smith     | –             | – xo          | – xxx         | –             | –             | –             | –             | –             | o –           | 2,00  | 803    |
| 12    | de Wit       | – o           | – xxo         | – xxx         | –             | –             | o –           | o –           | o –           | xxo –         | 2,00  | 803    |
| 17    | Dauth        | – o           | – xxx         | –             | –             | –             | o –           | –             | o –           | xo –          | 1,97  | 776    |
| 17    | Müller       | – o           | – xxx         | –             | –             | –             | –             | o –           | –             | o –           | 1,97  | 776    |
| 17    | Nool         | – xxo         | – xxx         | –             | –             | –             | –             | o –           | xo –          | xo –          | 1,97  | 776    |
| 17    | Plaziat      | – xo          | –             | – xxx         | –             | –             | –             | –             | o –           | –             | 1,97  | 776    |
| 17    | Radtschenko  | – xxo         | – xxx         | –             | –             | –             | o –           | o –           | o –           | xo –          | 1,97  | 776    |
| 17    | Szabó        | – o           | – xxx         | –             | –             | –             | –             | –             | o –           | –             | 1,97  | 776    |
| 23    | Bigham       | – xxx         | –             | –             | –             | o –           | –             | o –           | o –           | o –           | 1,94  | 749    |
| 24    | Al-Matrooshi | o –           | o –           | o –           | o –           | o –           | o –           | xxo –         | o –           | xxx –         | 1,91  | 749    |
| 24    | Benet        | –             | –             | –             | o –           | –             | o –           | o –           | xo –          | xxx –         | 1,91  | 749    |
| 24    | Kasapoğlu    | –             | –             | –             | –             | –             | o –           | o –           | o –           | xxx –         | 1,91  | 749    |
| 24    | Kellermayr   | –             | –             | –             | –             | o –           | –             | o –           | o –           | xxx –         | 1,91  | 749    |
| 24    | Munkácsy     | –             | –             | –             | –             | –             | –             | o –           | xxo –         | xxx –         | 1,91  | 749    |
| 24    | D. Smith     | o –           | –             | –             | o –           | o –           | xo –          | o –           | xo –          | xxx –         | 1,91  | 749    |
| 30    | Gähwiler     | –             | –             | –             | o –           | o –           | xo –          | xxo –         | xxx –         | –             | 1,88  | 696    |
| 30    | Momberger    | –             | o –           | o –           | –             | o –           | o –           | xo –          | xxx –         | –             | 1,88  | 696    |
| 32    | Miller       | –             | –             | o –           | –             | xo –          | xxx –         | –             | –             | –             | 1,82  | 644    |
| 32    | Vi           | –             | o –           | o –           | xxo –         | xxo –         | xxx –         | –             | –             | –             | 1,82  | 644    |
| 34    | Maradiaga    | o –           | xxx –         | –             | –             | –             | –             | –             | –             | –             | 1, 07 | 544    |
| NM    | Keskitalo    | –             | –             | –             | –             | –             | –             | –             | –             | xxx –         | ogV   | 000    |

| Platz | Name         | Punkte |
| ----- | ------------ | ------ |
| 01    | Meier        | 3617   |
| 02    | Změlík       | 3557   |
| 03    | Peñalver     | 3527   |
| 04    | Gʻaniyev     | 3411   |
| 05    | Burrell      | 3406   |
| 06    | Kellermayr   | 3405   |
| 07    | Dauth        | 3376   |
| 08    | Long         | 3371   |
| 09    | Plaziat      | 3351   |
| 10    | Motti        | 3346   |
| 11    | Johnson      | 3328   |
| 12    | de Wit       | 3281   |
| 13    | Hämäläinen   | 3267   |
| 13    | Radtschenko  | 3267   |
| 15    | Nazarov      | 3260   |
| 16    | da Silva     | 3259   |
| 17    | Szabó        | 3244   |
| 18    | Nool         | 3241   |
| 19    | Muzzio       | 3236   |
| 20    | Ekberg       | 3233   |
| 21    | M. Smith     | 3225   |
| 22    | Müller       | 3223   |
| 23    | D. Smith     | 3216   |
| 24    | Blondel      | 3213   |
| 25    | Bigham       | 3095   |
| 26    | Munkácsy     | 3076   |
| 27    | Kasapoğlu    | 3039   |
| 28    | Benet        | 2960   |
| 29    | Gähwiler     | 2928   |
| 30    | Vi           | 2871   |
| 31    | Momberger    | 2799   |
| 32    | Miller       | 2795   |
| 33    | Al-Matrooshi | 2519   |
| 34    | Keskitalo    | 2516   |
| 35    | Maradiaga    | 2329   |

### 400-Meter-Lauf

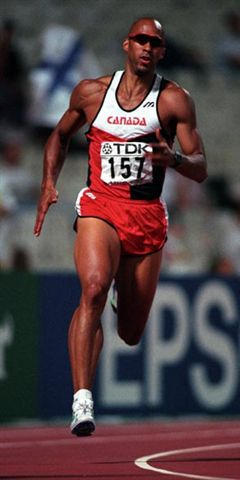
Mike Smith kam mit 50,04 s ins Ziel – eine für ihn schwache Zeit – und trat am zweiten Tag nicht mehr an

Die Disziplin wurde in vier Läufen durchgeführt.
Eduard Hämäläinen aus dem Vereinten Team, der Finne Petri Keskitalo und der Franzose Christian Plaziat traten zu dieser fünften Disziplin nicht an.
| Platz | Name         | Zeit    | Punkte |
| ----- | ------------ | ------- | ------ |
| 01    | Bigham       | 47,73 s | 922    |
| 02    | Kellermayr   | 47,91 s | 913    |
| 03    | Müller       | 47,98 s | 910    |
| 04    | Burrell      | 48,14 s | 902    |
| 05    | Szabó        | 48,24 s | 898    |
| 06    | Dauth        | 48,33 s | 893    |
| 06    | Meier        | 48,33 s | 893    |
| 08    | Změlík       | 48,65 s | 878    |
| 09    | Munkácsy     | 48,69 s | 876    |
| 10    | Ekberg       | 48,91 s | 866    |
| 11    | Nazarov      | 49,03 s | 860    |
| 12    | Blondel      | 49,19 s | 852    |
| 13    | de Wit       | 49,24 s | 850    |
| 14    | Gʻaniyev     | 49,30 s | 847    |
| 15    | da Silva     | 49,55 s | 835    |
| 16    | Benet        | 49,60 s | 833    |
| 17    | Peñalver     | 49,66 s | 830    |
| 18    | Johnson      | 49,76 s | 826    |
| 18    | Nool         | 49,76 s | 826    |
| 20    | Long         | 49,93 s | 818    |
| 21    | Muzzio       | 50,00 s | 815    |
| 22    | M. Smith     | 50,04 s | 813    |
| 23    | D. Smith     | 50,06 s | 812    |
| 24    | Gähwiler     | 50,08 s | 811    |
| 25    | Motti        | 50,44 s | 794    |
| 26    | Radtschenko  | 50,62 s | 786    |
| 27    | Miller       | 50,76 s | 780    |
| 28    | Al-Matrooshi | 51,40 s | 751    |
| 29    | Vi           | 51,45 s | 749    |
| 30    | Kasapoğlu    | 51,54 s | 745    |
| 31    | Momberger    | 51,78 s | 734    |
| 32    | Maradiaga    | 54,81 s | 606    |

| Platz | Name         | Punkte |
| ----- | ------------ | ------ |
| 01    | Meier        | 4510   |
| 02    | Změlík       | 4435   |
| 03    | Peñalver     | 4357   |
| 04    | Kellermayr   | 4318   |
| 05    | Gʻaniyev     | 4311   |
| 06    | Burrell      | 4308   |
| 07    | Dauth        | 4269   |
| 08    | Long         | 4189   |
| 09    | Johnson      | 4154   |
| 10    | Szabó        | 4142   |
| 11    | Motti        | 4140   |
| 12    | Müller       | 4133   |
| 13    | de Wit       | 4131   |
| 14    | Nazarov      | 4120   |
| 15    | Ekberg       | 4099   |
| 16    | da Silva     | 4094   |
| 17    | Nool         | 4067   |
| 18    | Blondel      | 4065   |
| 19    | Radtschenko  | 4053   |
| 20    | Muzzio       | 4051   |
| 21    | M. Smith     | 4038   |
| 22    | D. Smith     | 4028   |
| 23    | Bigham       | 4017   |
| 24    | Munkácsy     | 3952   |
| 25    | Benet        | 3793   |
| 26    | Kasapoğlu    | 3784   |
| 27    | Gähwiler     | 3739   |
| 28    | Vi           | 3620   |
| 29    | Miller       | 3575   |
| 30    | Momberger    | 3533   |
| 31    | Al-Matrooshi | 3270   |
| 32    | Maradiaga    | 2935   |

### 110-Meter-Hürdenlauf
Die Disziplin wurde in vier Läufen durchgeführt.
Der Kanadier Mike Smith trat zu dieser sechsten Disziplin nicht an.
Mit 13,95 s erzielte Robert Změlík die bislang schnellste Zeit im 110-Meter-Hürdenlauf im Rahmen eines olympischen Zehnkampfes.
| Platz | Name         | Zeit    | Punkte |
| ----- | ------------ | ------- | ------ |
| 01    | Změlík       | 13,95 s | 981    |
| 02    | Blondel      | 14,50 s | 911    |
| 03    | Müller       | 14,51 s | 910    |
| 04    | Peñalver     | 14,58 s | 901    |
| 05    | Nazarov      | 14,60 s | 899    |
| 06    | Kellermayr   | 14,64 s | 894    |
| 07    | da Silva     | 14,70 s | 886    |
| 08    | Muzzio       | 14,75 s | 880    |
| 09    | Dauth        | 14,76 s | 879    |
| 09    | Johnson      | 14,76 s | 879    |
| 11    | Gʻaniyev     | 14,78 s | 876    |
| 11    | Radtschenko  | 14,78 s | 876    |
| 13    | Munkácsy     | 14,81 s | 873    |
| 14    | Benet        | 14,86 s | 867    |
| 14    | Szabó        | 14,86 s | 867    |
| 16    | de Wit       | 14,89s  | 863    |
| 17    | Bigham       | 14,94s  | 857    |
| 18    | Ekberg       | 14,97 s | 853    |
| 19    | Motti        | 15,02 s | 847    |
| 20    | Miller       | 15,08 s | 840    |
| 21    | Gähwiler     | 15,17 s | 829    |
| 22    | Burrell      | 15,18 s | 828    |
| 23    | Meier        | 15,22 s | 823    |
| 24    | D. Smith     | 15,29 s | 815    |
| 25    | Kasapoğlu    | 15,42 s | 799    |
| 26    | Vi           | 15,70 s | 767    |
| 27    | Nool         | 15,95 s | 738    |
| 28    | Al-Matrooshi | 15,98 s | 736    |
| 29    | Maradiaga    | 16,20 s | 710    |
| 30    | Momberger    | 16,68 s | 658    |
| DSQ   | Long         |         | 000    |

| Platz | Name         | Punkte |
| ----- | ------------ | ------ |
| 01    | Změlík       | 5416   |
| 02    | Meier        | 5333   |
| 03    | Peñalver     | 5258   |
| 04    | Kellermayr   | 5212   |
| 05    | Gʻaniyev     | 5187   |
| 06    | Dauth        | 5148   |
| 07    | Burrell      | 5136   |
| 08    | Müller       | 5043   |
| 09    | Johnson      | 5033   |
| 10    | Nazarov      | 5019   |
| 11    | Szabó        | 5009   |
| 12    | de Wit       | 4994   |
| 13    | Motti        | 4987   |
| 14    | da Silva     | 4980   |
| 15    | Blondel      | 4976   |
| 16    | Ekberg       | 4952   |
| 17    | Muzzio       | 4931   |
| 18    | Radtschenko  | 4929   |
| 19    | Bigham       | 4874   |
| 20    | D. Smith     | 4843   |
| 21    | Munkácsy     | 4825   |
| 22    | Nool         | 4805   |
| 23    | Benet        | 4660   |
| 24    | Kasapoğlu    | 4583   |
| 25    | Gähwiler     | 4568   |
| 26    | Miller       | 4415   |
| 27    | Vi           | 4387   |
| 28    | Momberger    | 4191   |
| 29    | Long         | 4189   |
| 30    | Al-Matrooshi | 4005   |
| 31    | Maradiaga    | 3645   |

### Diskuswurf
Der Diskuswurf wurde in zwei Gruppen durchgeführt.
| Platz | Name         | 1. Versuch | 2. Versuch | 3. Versuch | Punkte |
| ----- | ------------ | ---------- | ---------- | ---------- | ------ |
| 01    | Muzzio       | 47,72 m    | 46,94 m    | 50,74 m    | 886    |
| 02    | Motti        | 50,58 m    | 42,34 m    | 49,34 m    | 882    |
| 03    | Peñalver     | 46,46 m    | 46,42 m    | 49,68 m    | 864    |
| 04    | Johnson      | 43,68 m    | 49,12 m    | 46,80 m    | 852    |
| 05    | de Wit       | 46,48 m    | 48,32 m    | 48,34 m    | 836    |
| 06    | Ekberg       | x          | 45,76 m    | x          | 783    |
| 06    | Long         | x          | 45,76 m    | x          | 783    |
| 08    | Gʻaniyev     | 43,28 m    | 44,74 m    | 45,08 m    | 768    |
| 09    | Kellermayr   | 45,06 m    | x          | 44,90 m    | 768    |
| 10    | Změlík       | 41,46 m    | 45,00 m    | 43,84 m    | 767    |
| 11    | Radtschenko  | x          | 41,54 m    | 44,84 m    | 764    |
| 12    | Dauth        | 44,70 m    | x          | 41,08 m    | 761    |
| 13    | Nazarov      | 44,58 m    | x          | x          | 758    |
| 14    | Burrell      | 41,46 m    | 43,52 m    | 41,76 m    | 736    |
| 15    | Gähwiler     | 41,68 m    | 43,26 m    | x          | 731    |
| 16    | Müller       | x          | 42,56 m    | 38,46 m    | 717    |
| 17    | D. Smith     | x          | 42,54 m    | 41,00 m    | 716    |
| 18    | Meier        | 38,70 m    | x          | 42,14 m    | 708    |
| 19    | Munkácsy     | x          | 40,84 m    | 41,22 m    | 689    |
| 20    | Vi           | 37,46 m    | 39,52 m    | 40,68 m    | 678    |
| 21    | Benet        | 40,10 m    | 39,84 m    | x          | 667    |
| 22    | Miller       | 39,90 m    | 39,48 m    | 39,02 m    | 663    |
| 23    | Kasapoğlu    | 39,80 m    | 39,78 m    | 37,92 m    | 660    |
| 24    | Momberger    | x          | 38,94 m    | 39,52 m    | 655    |
| 25    | Szabó        | 38,50 m    | 39,22 m    | x          | 649    |
| 26    | Blondel      | x          | 37,78 m    | x          | 620    |
| 27    | Bigham       | x          | 37,42 m    | 36,86 m    | 612    |
| 28    | Nool         | x          | x          | 35,46 m    | 573    |
| 29    | Maradiaga    | x          | 30,26 m    | x          | 470    |
| 30    | Al-Matrooshi | x          | 22,78 m    | 24,58 m    | 359    |
| NM    | da Silva     | x          | x          | x          | 0000   |

| Platz | Name         | Punkte |
| ----- | ------------ | ------ |
| 01    | Změlík       | 6183   |
| 02    | Peñalver     | 6122   |
| 03    | Meier        | 6041   |
| 04    | Kellermayr   | 5980   |
| 05    | Gʻaniyev     | 5955   |
| 06    | Dauth        | 5909   |
| 07    | Johnson      | 5885   |
| 08    | Burrell      | 5872   |
| 09    | Motti        | 5869   |
| 10    | de Wit       | 5830   |
| 11    | Muzzio       | 5817   |
| 12    | Nazarov      | 5777   |
| 13    | Müller       | 5760   |
| 14    | Ekberg       | 5735   |
| 15    | Radtschenko  | 5693   |
| 16    | Szabó        | 5658   |
| 17    | Blondel      | 5596   |
| 18    | D. Smith     | 5559   |
| 19    | Munkácsy     | 5514   |
| 20    | Bigham       | 5486   |
| 21    | Nool         | 5378   |
| 22    | Benet        | 5327   |
| 23    | Gähwiler     | 5299   |
| 24    | Kasapoğlu    | 5243   |
| 25    | Miller       | 5078   |
| 26    | Vi           | 5065   |
| 27    | da Silva     | 4980   |
| 28    | Long         | 4972   |
| 29    | Momberger    | 4846   |
| 30    | Al-Matrooshi | 4364   |
| 31    | Maradiaga    | 4115   |

### Stabhochsprung

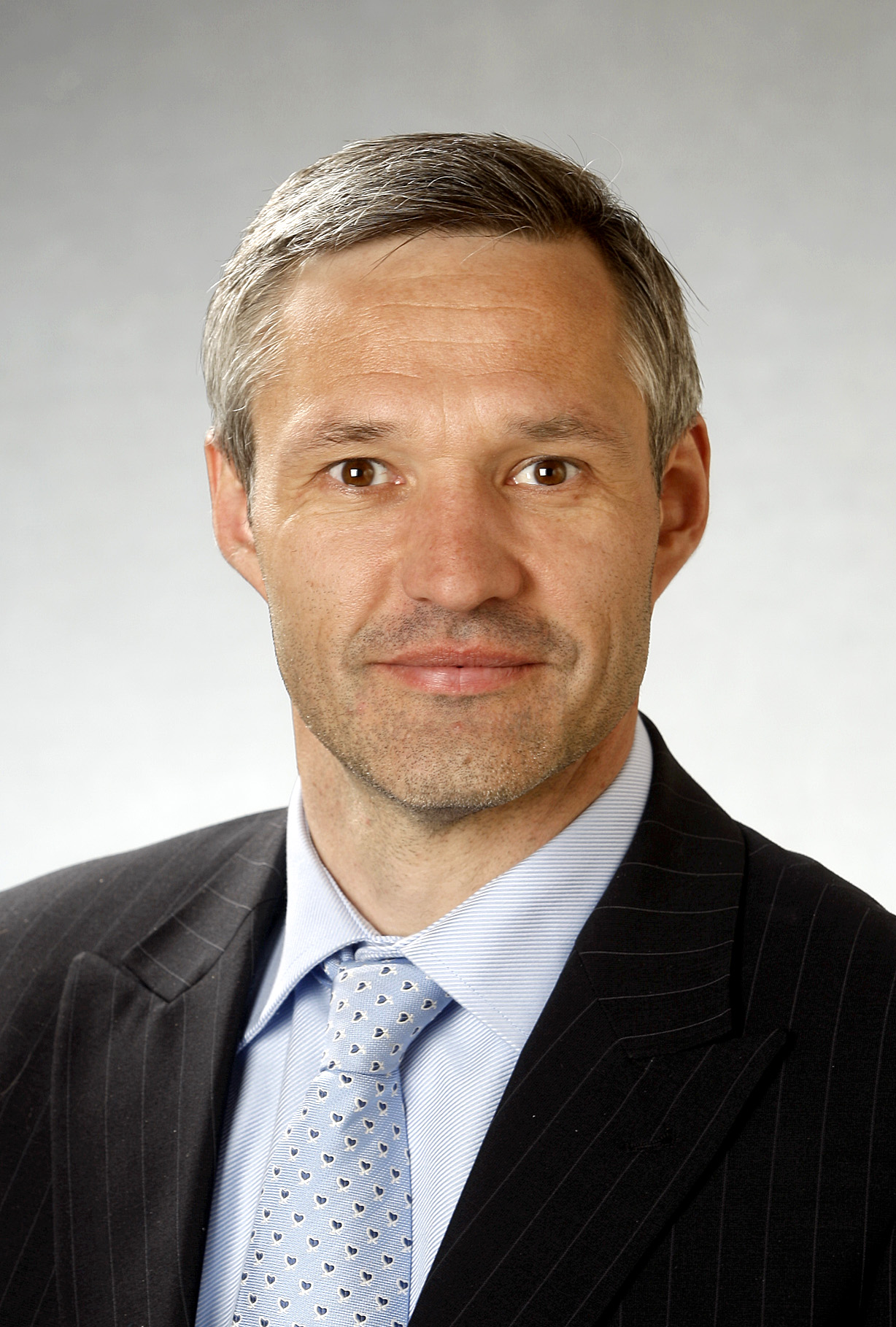
Erki Nool – mit 5,00 m fünftbester Stabhochspringer – trat nach drei ungültigen Versuchen im Speerwurf zur letzten Disziplin des Zehnkampfs nicht mehr an

Die Disziplin wurde in zwei Gruppen durchgeführt.
Der US-Amerikaner Aric Long und der Brasilianer Pedro da Silva traten zu dieser achten Disziplin nicht an.
| Platz | Name         | 3,60 m 4,50 m | 3,70 m 4,60 m | 3,80 m 4,70 m | 3,90 m 4,80 m | 4,00 m 4,90 m | 4,10 m 5,00 m | 4,20 m 5,10 m | 4,30 m 5,20 m | 4,40 m 5,30 m | – 5,40 m | Höhe | Punkte |
| ----- | ------------ | ------------- | ------------- | ------------- | ------------- | ------------- | ------------- | ------------- | ------------- | ------------- | -------- | ---- | ------ |
| 01    | Szabó        | –             | –             | –             | – o           | –             | – o           | –             | – o           | – xxo         | – xxx    | 5,30 | 1004   |
| 02    | Blondel      | –             | –             | – o           | –             | – xo          | –             | – xxo         | –             | – xxx         | –        | 5,10 | 941    |
| 02    | Johnson      | –             | –             | – xo          | –             | – o           | – o           | – o           | – xxx         | –             | –        | 5,10 | 941    |
| 02    | Změlík       | –             | – o           | –             | – xo          | – o           | – xo          | – xxo         | – xxx         | –             | –        | 5,10 | 941    |
| 05    | Nool         | –             | –             | –             | – o           | –             | – o           | –             | – xxx         | –             | –        | 5,00 | 910    |
| 06    | Ekberg       | – o           | – xo          | – o           | – xo          | – xxo         | – xxx         | –             | o –           | –             | –        | 4,90 | 880    |
| 06    | Gʻaniyev     | – o           | –             | – o           | –             | – xo          | – xxx         | –             | –             | –             | –        | 4,90 | 880    |
| 06    | Muzzio       | – o           | –             | – o           | – xxo         | – xo          | – xxx         | –             | –             | –             | –        | 4,90 | 880    |
| 06    | Peñalver     | – o           | –             | – o           | – o           | – o           | – xxx         | –             | o –           | –             | –        | 4,90 | 880    |
| 06    | Radtschenko  | –             | –             | – o           | –             | – o           | – xxx         | –             | –             | –             | –        | 4,90 | 880    |
| 11    | Kellermayr   | – o           | – xo          | – o           | – o           | – xxx         | –             | o –           | –             | –             | –        | 4,80 | 849    |
| 11    | Nazarov      | –             | – xxo         | – xxo         | – xxo         | – xxx         | –             | –             | –             | o –           | –        | 4,80 | 849    |
| 11    | de Wit       | –             | – o           | – o           | – xo          | – xxx         | –             | –             | –             | –             | –        | 4,80 | 849    |
| 14    | Motti        | – o           | –             | – o           | – xxx         | –             | –             | o –           | o –           | –             | –        | 4,70 | 819    |
| 15    | Gähwiler     | –             | – o           | – xxx         | –             | –             | –             | o –           | –             | o –           | –        | 4,60 | 790    |
| 15    | Meier        | –             | – o           | – xxx         | –             | –             | –             | o –           | –             | o –           | –        | 4,60 | 790    |
| 15    | Müller       | –             | – xo          | – xxx         | –             | –             | –             | o –           | –             | xo –          | –        | 4,60 | 790    |
| 18    | Benet        | – xxo         | – xxx         | –             | –             | –             | –             | o –           | –             | xo –          | –        | 4,50 | 760    |
| 18    | Bigham       | – o           | – xxx         | –             | –             | o –           | –             | o –           | –             | o –           | –        | 4,50 | 760    |
| 18    | Burrell      | – o           | – xxx         | –             | –             | o –           | –             | –             | o –           | o –           | –        | 4,50 | 760    |
| 18    | Dauth        | – o           | – xxx         | o –           | –             | o –           | xo –          | o –           | o –           | xo –          | –        | 4,50 | 760    |
| 18    | Kasapoğlu    | – o           | – xxx         | –             | –             | –             | –             | –             | o –           | xo –          | –        | 4,50 | 760    |
| 18    | D. Smith     | – o           | – xxx         | –             | –             | –             | –             | –             | o –           | o –           | –        | 4,50 | 760    |
| 24    | Munkácsy     | –             | – xxx         | –             | –             | –             | –             | –             | –             | o –           | –        | 4,40 | 731    |
| 25    | Momberger    | –             | –             | –             | –             | o –           | o –           | xxo –         | xxx –         | –             | –        | 4,20 | 673    |
| 26    | Al-Matrooshi | o –           | o –           | xxo –         | o –           | xo –          | xo –          | xxx –         | –             | –             | –        | 4,10 | 645    |
| 27    | Maradiaga    | –             | xo –          | x– –          | o –           | xxo –         | xxx –         | –             | –             | –             | –        | 4,00 | 617    |
| 27    | Vi           | –             | –             | –             | xo –          | xo –          | xxx –         | –             | –             | –             | –        | 4,00 | 617    |
| 29    | Miller       | –             | –             | o –           | –             | xxx –         | –             | –             | –             | –             | –        | 3,80 | 562    |

| Platz | Name         | Punkte |
| ----- | ------------ | ------ |
| 01    | Změlík       | 7124   |
| 02    | Peñalver     | 7002   |
| 03    | Gʻaniyev     | 6835   |
| 04    | Meier        | 6831   |
| 05    | Kellermayr   | 6829   |
| 06    | Johnson      | 6826   |
| 07    | Muzzio       | 6697   |
| 08    | Motti        | 6688   |
| 09    | de Wit       | 6679   |
| 10    | Dauth        | 6669   |
| 11    | Szabó        | 6662   |
| 12    | Burrell      | 6632   |
| 13    | Nazarov      | 6626   |
| 14    | Ekberg       | 6615   |
| 15    | Radtschenko  | 6573   |
| 16    | Müller       | 6550   |
| 17    | Blondel      | 6537   |
| 18    | D. Smith     | 6319   |
| 19    | Nool         | 6288   |
| 20    | Bigham       | 6246   |
| 21    | Munkácsy     | 6245   |
| 22    | Gähwiler     | 6089   |
| 23    | Benet        | 6087   |
| 24    | Kasapoğlu    | 6003   |
| 25    | Vi           | 5682   |
| 26    | Miller       | 5640   |
| 27    | Momberger    | 5519   |
| 28    | Al-Matrooshi | 5009   |
| 29    | Maradiaga    | 4732   |

### Speerwurf
Die Disziplin wurde in drei Gruppen durchgeführt.
| Platz | Name         | 1. Versuch | 2. Versuch | 3. Versuch | Punkte |
| ----- | ------------ | ---------- | ---------- | ---------- | ------ |
| 01    | Motti        | 67,50 m    | 65,34 m    | 66,12 m    | 851    |
| 02    | Johnson      | 49,78 m    | 62,86 m    | x          | 781    |
| 03    | Radtschenko  | x          | 62,42 m    | 62,56 m    | 776    |
| 04    | Ekberg       | 58,92 m    | 62,22 m    | 60,04 m    | 771    |
| 05    | Müller       | 58,62 m    | 60,90 m    | 61,84 m    | 766    |
| 06    | Muzzio       | 55,82 m    | 61,64 m    | 60,32 m    | 763    |
| 07    | de Wit       | 61,36 m    | 60,30 m    | 59,48 m    | 758    |
| 08    | Bigham       | 55,14 m    | 60,52 m    | x          | 746    |
| 08    | D. Smith     | x          | 60,52 m    | 54,10 m    | 746    |
| 10    | Benet        | 59,02 m    | 59,68 m    | 56,72 m    | 733    |
| 11    | Szabó        | 59,14 m    | -          | -          | 725    |
| 12    | Změlík       | 58,42 m    | 56,20 m    | 59,06 m    | 724    |
| 13    | Gähwiler     | 52,92 m    | 49,66 m    | 58,82 m    | 720    |
| 14    | Peñalver     | 58,64 m    | x          | 57,74 m    | 717    |
| 15    | Blondel      | 58,00 m    | 57,92 m    | 57,32 m    | 708    |
| 16    | Miller       | 57,80 m    | 56,52 m    | x          | 705    |
| 17    | Meier        | 53,18 m    | 51,78 m    | 55,44 m    | 669    |
| 18    | Gʻaniyev     | 52,48 m    | 54,70 m    | 53,08 m    | 658    |
| 19    | Nazarov      | x          | 54,56 m    | 54,10 m    | 656    |
| 20    | Kellermayr   | 53,22 m    | 53,74 m    | x          | 644    |
| 21    | Dauth        | 52,94 m    | x          | x          | 632    |
| 22    | Munkácsy     | 48,16 m    | 50,12 m    | 52,90 m    | 632    |
| 23    | Vi           | 52,32 m    | 49,66 m    | x          | 623    |
| 24    | Momberger    | 52,24 m    | x          | 48,08 m    | 622    |
| 25    | Kasapoğlu    | 45,06 m    | x          | 47,90 m    | 558    |
| 26    | Al-Matrooshi | 41,54 m    | 46,06 m    | 44,34 m    | 531    |
| 27    | Burrell      | 41,58 m    | 44,56 m    | 45,66 m    | 525    |
| 28    | Maradiaga    | 40,94 m    | 38,74 m    | 42,46 m    | 478    |
| NM    | Nool         | x          | x          | x          | 000    |

| Platz | Name         | Punkte |
| ----- | ------------ | ------ |
| 01    | Změlík       | 7848   |
| 02    | Peñalver     | 7719   |
| 03    | Johnson      | 7607   |
| 04    | Motti        | 7539   |
| 05    | Meier        | 7500   |
| 06    | Gʻaniyev     | 7493   |
| 07    | Kellermayr   | 7473   |
| 08    | Muzzio       | 7460   |
| 09    | de Wit       | 7437   |
| 10    | Szabó        | 7387   |
| 11    | Ekberg       | 7386   |
| 12    | Radtschenko  | 7349   |
| 13    | Müller       | 7316   |
| 14    | Dauth        | 7301   |
| 15    | Nazarov      | 7282   |
| 16    | Blondel      | 7245   |
| 17    | Burrell      | 7157   |
| 18    | D. Smith     | 7065   |
| 19    | Bigham       | 6992   |
| 20    | Munkácsy     | 6877   |
| 21    | Benet        | 6820   |
| 22    | Gählwiler    | 6809   |
| 23    | Kasapoğlu    | 6561   |
| 24    | Miller       | 6345   |
| 25    | Vi           | 6305   |
| 26    | Nool         | 6288   |
| 27    | Momberger    | 6141   |
| 28    | Al-Matrooshi | 5540   |
| 29    | Maradiagia   | 5210   |

### 1500-Meter-Lauf
Die Disziplin wurde in zwei Läufen durchgeführt.
Der Este Erki Nool trat zu dieser letzten Disziplin nicht an.
| Klassement \| Platz \| Name \| Zeit \| Punkte \| \| ----- \| ------------ \| ----------- \| ------ \| \| 01 \| Gähwiler \| 4:12,07 min \| 867 \| \| 02 \| Munkácsy \| 4:18,62 min \| 821 \| \| 03 \| Szabó \| 4:19,96 min \| 812 \| \| 04 \| Burrell \| 4:22,42 min \| 795 \| \| 05 \| Blondel \| 4:23,82 min \| 786 \| \| 06 \| Nazarov \| 4:26,19 min \| 770 \| \| 07 \| Změlík \| 4:27,21 min \| 763 \| \| 08 \| Bigham \| 4:27,42 min \| 762 \| \| 09 \| Ekberg \| 4:29,11 min \| 750 \| \| 10 \| Müller \| 4:29,19 min \| 750 \| \| 11 \| Muzzio \| 4:31,52 min \| 735 \| \| 12 \| Radtschenko \| 4:33,49 min \| 722 \| \| 13 \| Johnson \| 4:36,63 min \| 702 \| \| 14 \| Peñalver \| 4:38,02 min \| 693 \| \| 15 \| Meier \| 4:38,21 min \| 692 \| \| 16 \| de Wit \| 4:41,39 min \| 672 \| \| 17 \| Gʻaniyev \| 4:42,20 min \| 667 \| \| 18 \| Benet \| 4:42,58 min \| 664 \| \| 19 \| Dauth \| 4:44,91 min \| 650 \| \| 20 \| Kasapoğlu \| 4:45,77 min \| 644 \| \| 21 \| Momberger \| 4:46,64 min \| 639 \| \| 22 \| D. Smith \| 4:46,83 min \| 638 \| \| 23 \| Miller \| 4:48,81 min \| 626 \| \| 24 \| Motti \| 4:48,89 min \| 625 \| \| 25 \| Kellermayr \| 4:52,56 min \| 603 \| \| 26 \| Al-Matrooshi \| 4:55,76 min \| 584 \| \| 27 \| Maradiaga \| 5:04,10 min \| 536 \| \| 28 \| Vi \| 5:17,57 min \| 463 \| |              |             |        |
| Platz | Name         | Zeit        | Punkte |
| 01 | Gähwiler     | 4:12,07 min | 867    |
| 02 | Munkácsy     | 4:18,62 min | 821    |
| 03 | Szabó        | 4:19,96 min | 812    |
| 04 | Burrell      | 4:22,42 min | 795    |
| 05 | Blondel      | 4:23,82 min | 786    |
| 06 | Nazarov      | 4:26,19 min | 770    |
| 07 | Změlík       | 4:27,21 min | 763    |
| 08 | Bigham       | 4:27,42 min | 762    |
| 09 | Ekberg       | 4:29,11 min | 750    |
| 10 | Müller       | 4:29,19 min | 750    |
| 11 | Muzzio       | 4:31,52 min | 735    |
| 12 | Radtschenko  | 4:33,49 min | 722    |
| 13 | Johnson      | 4:36,63 min | 702    |
| 14 | Peñalver     | 4:38,02 min | 693    |
| 15 | Meier        | 4:38,21 min | 692    |
| 16 | de Wit       | 4:41,39 min | 672    |
| 17 | Gʻaniyev     | 4:42,20 min | 667    |
| 18 | Benet        | 4:42,58 min | 664    |
| 19 | Dauth        | 4:44,91 min | 650    |
| 20 | Kasapoğlu    | 4:45,77 min | 644    |
| 21 | Momberger    | 4:46,64 min | 639    |
| 22 | D. Smith     | 4:46,83 min | 638    |
| 23 | Miller       | 4:48,81 min | 626    |
| 24 | Motti        | 4:48,89 min | 625    |
| 25 | Kellermayr   | 4:52,56 min | 603    |
| 26 | Al-Matrooshi | 4:55,76 min | 584    |
| 27 | Maradiaga    | 5:04,10 min | 536    |
| 28 | Vi           | 5:17,57 min | 463    |

## Verlauf und Endergebnis

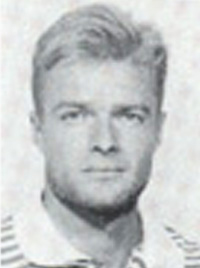
Der neuntplatzierte Sten Ekberg

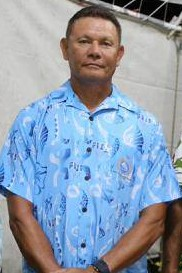
Albert Miller (Foto: 2014) belegte am Ende Rang 24

Datum: 5./6. August 1992
| Platz | Name                 | Nation                       | Punkte |
| ----- | -------------------- | ---------------------------- | ------ |
| 1     | Robert Změlík        | Tschechoslowakei             | 8611   |
| 2     | Antonio Peñalver     | Spanien                      | 8412   |
| 3     | Dave Johnson         | USA                          | 8309   |
| 4     | Dezső Szabó          | Ungarn                       | 8199   |
| 5     | Robert Muzzio        | USA                          | 8195   |
| 6     | Paul Meier           | Deutschland                  | 8192   |
| 7     | William Motti        | Frankreich                   | 8164   |
| 8     | Ramil Gʻaniyev       | EUN                          | 8160   |
| 9     | Sten Ekberg          | Schweden                     | 8136   |
| 10    | Robert de Wit        | Niederlande                  | 8109   |
| 11    | Gernot Kellermayr    | Österreich                   | 8076   |
| 12    | Wiktor Radtschenko   | EUN                          | 8071   |
| 13    | Frank Müller         | Deutschland                  | 8066   |
| 14    | Andrei Nazarov       | Estland                      | 8052   |
| 15    | Alain Blondel        | Frankreich                   | 8031   |
| 16    | Álvaro Burrell       | Spanien                      | 7952   |
| 17    | Thorsten Dauth       | Deutschland                  | 7951   |
| 18    | David Bigham         | Großbritannien               | 7754   |
| 19    | Dean Smith           | Australien                   | 7703   |
| 20    | Sándor Munkácsy      | Ungarn                       | 7698   |
| 21    | Beat Gähwiler        | Schweiz                      | 7676   |
| 22    | Francisco Benet      | Spanien                      | 7484   |
| 23    | Alper Kasapoğlu      | Türkei                       | 7205   |
| 24    | Albert Miller        | Fidschi                      | 6971   |
| 25    | Eric Momberger       | Papua-Neuguinea              | 6780   |
| 26    | Homelo Vi            | Tonga                        | 6768   |
| 27    | Ibrahim Al-Matrooshi | Vereinigte Arabische Emirate | 6124   |
| 28    | Jorge Maradiaga      | Honduras                     | 5746   |
| DNF   | Erki Nool            | Estland                      | 6288   |
| DNF   | Pedro da Silva       | Brasilien                    | 4980   |
| DNF   | Aric Long            | USA                          | 4972   |
| DNF   | Mike Smith           | Kanada                       | 4038   |
| DNF   | Christian Plaziat    | Frankreich                   | 3351   |
| DNF   | Eduard Hämäläinen    | EUN                          | 3267   |
| DNF   | Petri Keskitalo      | Finnland                     | 2516   |
| DNF   | Simon Poelman        | Neuseeland                   | 0608   |

Der US-amerikanische Weltmeister Dan O’Brien galt als Favorit für diesen Wettkampf. Doch er scheiterte bei den US-Olympiaausscheidungen in New Orleans, als er im Stabhochsprung ohne gültigen Versuch blieb. Der Olympiasieger von 1988 und aktuelle WM-Dritte Christian Schenk fehlte verletzungsbedingt. So war der Favoritenkreis etwas eingeschränkt. Mit guten Aussichten starteten der kanadische Vizeweltmeister Mike Smith, der französische Europameister Christian Plaziat, der nun beste US-Amerikaner Dave Johnson sowie der Vierte der Weltmeisterschaften 1991 und Europameisterschaften 1990 Robert Změlík aus der Tschechoslowakei.
Deutlich schnellster 100-Meter-Läufer war der Österreicher Gernot Kellermayr in 10,49 s. Plaziat erzielte mit 10,70 s die zweitbeste Zeit vor dem Deutschen Paul Meier und dem Tschechoslowaken Robert Změlík.
Auch im Weitsprung präsentierte Změlík sich mit 7,87 m stark. Acht Zentimeter kürzer sprang der Este Erki Nool. Změlík übernahm damit die Führung und lag achtzehn Punkte vor Kellermayr, der im Weitsprung 7,53 m erzielt hatte. Auf Platz drei in der Gesamtwertung folgte Meier vor Nool.
Zur Freude der einheimischen Zuschauer erreichte der Spanier Antonio Peñalver mit 16,50 m die größte Weite im Kugelstoßen. Er erzielte dabei eine neue olympische Bestleistung im Zehnkampf für diese Disziplin. Mit dem US-Amerikaner Robert Muzzio übertraf nur noch ein weiterer Athlet die 16-Meter-Marke – 16,02 m hatte er dabei erzielt. In der Gesamtwertung lag Změlík weiterhin vor Kellermayr und Meier. Die Abstände waren eng, Peñalver war mit dreißig Punkten Rückstand nun Vierter.
Im Hochsprung war der US-Amerikaner Aric Long bester Zehnkämpfer. Meier sprang mit 2,15 m die zweitgrößte Höhe und übernahm damit die Führung in der Zwischenwertung. Změlík lag nun vierzig Punkte hinter dem Deutschen und dreißig Punkte vor Peñalver. Kellermayr fiel nach seiner schwächeren Hochsprungleistung (1,91 m) auf Platz sechs zurück.
Über 400 Meter war der Brite David Bigham mit 47,73 s der Schnellste vor Kellermayr. Meier erzielte 48,33 s und konnte seine Führung damit ausbauen. Sein Vorsprung auf Změlík betrug 75 Punkte. Peñalver lag 153 Punkte hinter Meier. Auf Platz vier konnte sich wieder Kellermayr vorschieben, während sich Dave Johnson auf Rang neun vorgearbeitet hatte. Die Halbzeitwertung spiegelte die hohe Qualität des Zehnkampfs bis hierher wider: Meier – 4510 P / Změlík – 4435 P / Peñalver – 4357 P / Kellermayr – 4318 P / Ramil Gʻaniyev – 4311 P / Álvaro Burrell – 4308 P.
Am zweiten Tag konnten einige Athleten das hohe Niveau nicht mehr halten. Das galt nicht für Změlík. Dieser ging nach seiner olympischen Zehnkampf-Bestzeit im 110-Meter-Hürdenlauf mit 13,95 s wieder in Führung. Er lag nun 83 Punkte vor Meier, der in dieser sechsten Disziplin mit 15,22 s deutliche Schwäche zeigte. Peñalver war mit seinen 14,58 s bis auf 75 Punkte an den vor ihm liegenden Meier herangekommen. Kellermayr lag weiter auf dem vierten Platz.
Im Diskuswurf, in dem der US-Amerikaner Muzzio mit 50,74 m die größte Weite erzielte, konnte Změlík seine Führung behaupten. Ihm gelangen 45,00 m, während Meier nach seinen 42,14 m von Peñalver – 49,68 m – auf Platz drei verdrängt wurde. Der Spanier lag gegenüber Změlík 61 Punkte zurück. 81 Punkte hinter Peñalver folgte Meier, der wiederum 61 Punkte Vorsprung auf Kellermayr hatte.
Změlík konnte seine Führung auf Peñalver nach dem Stabhochsprung, bei dem der Ungar Dezső Szabó mit 5,30 m bester Zehnkämpfer war, auf 122 Punkte ausbauen. Auf Platz drei lag nun der für das Vereinte Team startende Usbeke Ramil Gʻaniyev, ihm gelangen 4,90 m. Meier war nach seinen 4,60 m auf Platz vier vor Kellermayr zurückgefallen. Johnson sprang 5,10 m, und arbeitete sich schon auf Rang sechs vor. Zwischen Gʻaniyev und Johnson lagen nur neun Punkte Unterschied.
Bester Speerwerfer war der Franzose William Motti mit 67,50 m. Změlíks Weite betrug 59,06 m, was ausreichte, um seinen Vorsprung vor Peñalver auf 129 Punkte auszubauen. Der Spanier hatte 58,64 m geworfen. Johnson, dem 62,86 m gelungen waren, lag nun auf Rang drei, 112 Punkte hinter dem Spanier. Motti rückte nach seinem guten Wurf auf den vierten Platz vor und lag 39 Punkte vor Meier, der seinerseits Gʻaniyev um sieben Punkte hinter sich lassen konnte.
Im abschließenden 1500-Meter-Lauf, in dem der Schweizer Beat Gähwiler mit 4:12,07 min der schnellste Teilnehmer war, kam Změlíks Führung nicht mehr in Gefahr. Peñalver hätte rund 23 Sekunden schneller laufen müssen als er, war jedoch im Gegenteil elf Sekunden langsamer als der Tschechoslowake. Für Peñalver reichte es aber zur Silbermedaille, da Johnson nur anderthalb Sekunden schneller war und somit nur neun Punkte gutmachen konnte. Vierter wurde der Ungar Szabó, der mit 4:19,96 min die drittschnellste Zeit lief. Der US-Amerikaner Robert Muzzio wurde Fünfter vor Paul Meier, William Motti und Ramil Gʻaniyev.
Robert Změlík wurde erster Olympiasieger der Tschechoslowakei im Zehnkampf.

Antonio Peñalver gewann die erste spanische Medaille in dieser Disziplin.

## Videolinks
- 4016 Olympic Track & Field 1992 Decathlon Summary, youtube.com, abgerufen am 22. Dezember 2021
- Robert Zmelik ~ 1992 Olympics, youtube.com, abgerufen am 22. Dezember 2021
- Robert Změlík. Olympic Track & Field 1992 Decathlon Gold Champion, youtube.com, abgerufen am 22. Dezember 2021
- 4004 Olympic Track & Field 1992 Decathlon Javelin Robert Změlík, youtube.com, abgerufen am 22. Dezember 2021
- Mens Decathlon Final event at the Barcelona 1992 Olympics, 1500-Meter-Lauf, youtube.com, abgerufen am 13. Februar 2018